# Danalia gregaria
Danalia gregaria är en kräftdjursart som beskrevs av Maurice Caullery 1908. Danalia gregaria ingår i släktet Danalia och familjen Cryptoniscidae. Inga underarter finns listade i Catalogue of Life.